# Pordenone (provins)
Pordenone var en provins i regionen Friuli-Venezia Giulia i Italien. Pordenone var huvudort i provinsen. Provinsen  bildades 1968 när 51 kommuner bröts ut ur provinsen Udine. 

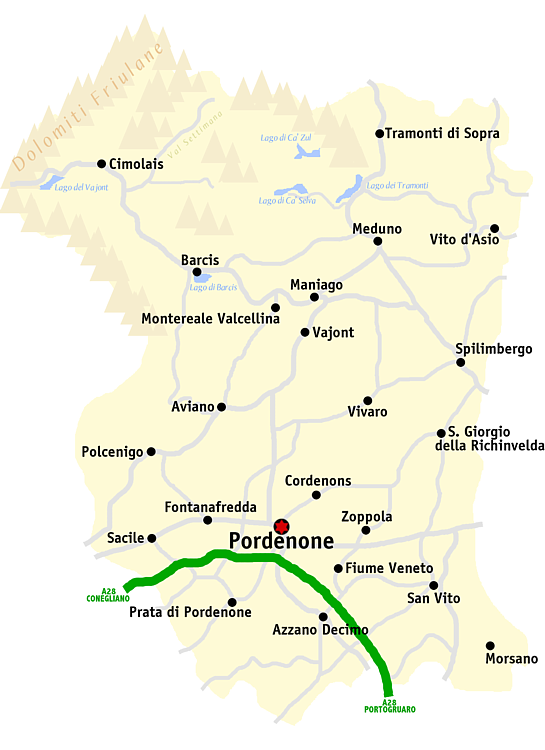
Karta över provinsen

## Administration
Provinsen Pordenone var indelat i 50 comuni (kommuner) när den upphörde 2017.
Kommunen Forgaria nel Friuli återgick redan 1969 till Udine. Kommuen Vajont bildades ur kommunen Maniago av befolkning som hade flyttat efter katastrofen i Vajontdammen 1963. Kommunen Valvasone Arzene bildades den 1 januari 2015 genom en sammanslagning av de tidigare kommunerna Arzene och Valvasone.